# Campeonato Panamericano de Béisbol Sub-15 de 2017
El Campeonato Panamericano de Béisbol Sub-15 de 2017 fue la tercera edición de la competición de béisbol oficial para jugadores de 14 y 15 años, organizado por la Confederación Panamericana de Béisbol, y que se disputará en la ciudad de Cartagena de Indias (Colombia), del 11 al 19 de agosto de 2017.
El torneo otorgó cuatro cupos para la Copa Mundial de Béisbol Sub-15 de 2018 a realizarse en la República Dominicana.

## Participantes
Inicialmente se anunciaron 14 selecciones, pero las selecciones de México (campeón defensor), Ecuador y Perú desistieron. Los siguientes 11 equipos confirmaron su participación al torneo:
- Colombia
- Argentina
- Brasil
- Cuba
- Estados Unidos
- Honduras
- Nicaragua
- Panamá
- Puerto Rico
- República Dominicana
- Venezuela

## Emparejamiento
La distribución de las selecciones y el calendario de la competencia fue presentada oficialmente el 2 de agosto.
| Grupo A              | Ranking | 2015 |                | Grupo B | Ranking | 2015 |
| -------------------- | ------- | ---- | -------------- | ------- | ------- | ---- |
| Colombia (L)         | 17      | 7mo  | Estados Unidos | 2       | 2do     |      |
| Puerto Rico          | 11      | NP   | Cuba           | 5       | NP      |      |
| República Dominicana | 16      | NP   | Venezuela      | 7       | NP      |      |
| Brasil               | 17      | 4to  | Panamá         | 14      | 5to     |      |
| Honduras             | 67      | 9no  | Nicaragua      | 15      | 3ro     |      |
|                      |         |      | Argentina      | 21      | 8vo     |      |

- Nota: NP=no participó

## Formato
Los 11 equipos clasificados fueron divididos en dos grupos de seis equipos cada uno. Se jugó con el sistema de todos contra todos.
Para la segunda ronda los tres mejores de cada grupo clasifican a la Súper ronda; y los otros equipos clasifican a la Ronda de consolación. En esta fase, se arrastra los resultados obtenidos entre los equipos de cada grupo; y se pasan a disputar partidos contra los equipos del otro grupo, para completar cinco partidos. 
Los dos primeros de la Súper ronda disputan la final, y los ubicados en el tercer y cuarto lugar, disputan el tercer lugar.

## Ronda de apertura
La programación de los partidos fue anunciada el 23 de mayo de 2017. Se disputarán entre el 11 de julio y el 15 de agosto.
- Los horarios corresponden al huso horario de Cartagena (UTC -03:00)

### Grupo A
| República Dominicana | 4 | 0 | 1.000 | - |  |  |
| Brasil               | 2 | 2 | 0.333 | 2 |  |  |
| Colombia             | 2 | 2 | 0.667 | 2 |  |  |
| Puerto Rico          | 2 | 2 | 0.333 | 2 |  |  |
| Honduras             | 0 | 4 | 0.000 | 4 |  |  |
|                      |   |   |       |   |  |  |

     – Clasificados a la Super ronda.

     – Clasificados a la Ronda de consolación.
| Fecha        | Juego                         | Hora                          | Visitante                     | Resultado                     | Local                         |
| ------------ | ----------------------------- | ----------------------------- | ----------------------------- | ----------------------------- | ----------------------------- |
| 11 de agosto | 1                             | 09ː00                         | Rep. Dominicana               | 5-4                           | Brasil                        |
| 11 de agosto | 2                             |                               | Puerto Rico                   | 1-3                           | Colombia                      |
| 11 de agosto | Descansa Honduras             | Descansa Honduras             | Descansa Honduras             | Descansa Honduras             | Descansa Honduras             |
| 12 de agosto | 7                             | 09ː00                         | Rep. Dominicana               | 9-4                           | Honduras                      |
| 12 de agosto | 8                             |                               | Puerto Rico                   | 5-4                           | Brasil                        |
| 12 de agosto | Descansa Colombia             | Descansa Colombia             | Descansa Colombia             | Descansa Colombia             | Descansa Colombia             |
| 13 de agosto |                               | 09ː00                         | Rep. Dominicana               | 7-6                           | Puerto Rico                   |
| 13 de agosto |                               |                               | Honduras                      | 1-4                           | Colombia                      |
| 13 de agosto | Descansa Brasil               | Descansa Brasil               | Descansa Brasil               | Descansa Brasil               | Descansa Brasil               |
| 14 de agosto |                               | 09ː00                         | Brasil                        | 16-0                          | Honduras                      |
| 14 de agosto |                               |                               | Rep. Dominicana               | 9-8                           | Colombia                      |
| 14 de agosto | Descansa Puerto Rico          | Descansa Puerto Rico          | Descansa Puerto Rico          | Descansa Puerto Rico          | Descansa Puerto Rico          |
| 15 de agosto |                               | 09ː00                         | Puerto Rico                   | 18-3                          | Honduras                      |
| 15 de agosto |                               |                               | Brasil                        | 4-2                           | Colombia                      |
| 15 de agosto | Descansa República Dominicana | Descansa República Dominicana | Descansa República Dominicana | Descansa República Dominicana | Descansa República Dominicana |

### Grupo B
| Cuba                                                               | 4 | 1 | 0.800 | - |
| Estados Unidos                                                     | 4 | 1 | 0.800 | - |
| Panamá                                                             | 3 | 2 | 0.600 | 1 |
| Venezuela                                                          | 3 | 2 | 0.600 | 1 |
| Nicaragua                                                          | 1 | 4 | 0.200 | 2 |
| Argentina                                                          | 0 | 5 | 0.000 | 4 |
| Desempate: Por enfrentamiento particular: CUB 1-0 USA; PAN 1-0 VEN |   |   |       |   |

     – Clasificados a la Súper Ronda.

     – Clasificados a la Ronda de consolación.
| Fecha        | Juego | Hora  | Visitante      | Resultado | Local     |
| ------------ | ----- | ----- | -------------- | --------- | --------- |
| 11 de agosto | 3     | 09ː00 | Nicaragua      | 2-6       | Cuba      |
| 11 de agosto | 4     |       | Estados Unidos | 4-3(11i)  | Panamá    |
| 11 de agosto | 5     |       | Venezuela      | 18-6(7i)  | Argentina |
| 12 de agosto | 7     | 09ː00 | Venezuela      | 5-1       | Nicaragua |
| 12 de agosto | 8     |       | Panamá         | 11-0      | Argentina |
| 12 de agosto | 11    |       | Estados Unidos | 5-6(11i)  | Cuba      |
| 13 de agosto |       | 09ː00 | Cuba           | 3-2       | Panamá    |
| 13 de agosto |       |       | Estados Unidos | 5-1       | Venezuela |
| 13 de agosto |       |       | Nicaragua      | 12-2      | Argentina |
| 14 de agosto |       | 09ː00 | Panamá         | 13-4      | Nicaragua |
| 14 de agosto |       |       | Estados Unidos | 15-0      | Argentina |
| 14 de agosto |       |       | Venezuela      | 1-0       | Cuba      |
| 15 de agosto |       | 09ː00 | Panamá         | 4-3       | Venezuela |
| 15 de agosto |       |       | Argentina      | 0-17      | Cuba      |
| 15 de agosto |       |       | Estados Unidos | 12-2      | Nicaragua |

## Ronda de consolación
Se disputó del 16 al 18 de agosto.
| Equipo      | G | P | Av    | Dif |
| ----------- | - | - | ----- | --- |
| Puerto Rico | 4 | 0 | 1.000 | -   |
| Venezuela   | 3 | 1 | 1.000 | 1 ½ |
| Nicaragua   | 2 | 2 | 0.500 | 2   |
| Argentina   | 1 | 3 | 0.000 | 3   |
| Honduras    | 0 | 4 | 0.000 | 3 ½ |

| Fecha        | Juego              | Hora               | Visitante          | Resultado          | Local              |
| ------------ | ------------------ | ------------------ | ------------------ | ------------------ | ------------------ |
| 16 de agosto |                    | 09ː00              | Puerto Rico        | 9-5                | Venezuela          |
| 16 de agosto |                    |                    | Honduras           | 4-17               | Nicaragua          |
| 16 de agosto | Descansa Argentina | Descansa Argentina | Descansa Argentina | Descansa Argentina | Descansa Argentina |
| 17 de agosto |                    | 09ː00              | Honduras           | 11-15              | Argentina          |
| 17 de agosto |                    |                    | Puerto Rico        | 4-3                | Nicaragua          |
| 17 de agosto | Descansa Venezuela | Descansa Venezuela | Descansa Venezuela | Descansa Venezuela | Descansa Venezuela |
| 18 de agosto |                    | 09ː00              | Honduras           | 0-15               | Venezuela          |
| 18 de agosto |                    |                    | Puerto Rico        | 17-0               | Argentina          |
| 18 de agosto | Descansa Nicaragua | Descansa Nicaragua | Descansa Nicaragua | Descansa Nicaragua | Descansa Nicaragua |

## Súper ronda
Se disputará del 16 al 18 de agosto.
| Equipo               | G | P | Av    | Dif |
| -------------------- | - | - | ----- | --- |
| Estados Unidos       | 4 | 1 | 0.667 | -   |
| República Dominicana | 4 | 1 | 1.000 | -   |
| Cuba                 | 4 | 1 | 1.000 | -   |
| Panamá               | 2 | 3 | 0.000 | 2   |
| Brasil               | 1 | 4 | 0.333 | 3   |
| Colombia             | 0 | 5 | 0.000 | 4   |

     – Jugarán título panamericano sub-15.

     – Jugarán por el tercer puesto.
- Desempate: Por TQB USA se ubica en primera posición (USA 0.875, CUB -0.095 y DOM -0.800); la segunda posición por encuentro directo: DOM 1-0 CUB.[7][8][9]

| Fecha        | Juego | Hora  | Visitante       | Resultado | Local          |
| ------------ | ----- | ----- | --------------- | --------- | -------------- |
| 16 de agosto |       | 09ː00 | Brasil          | 3-9       | Cuba           |
| 16 de agosto |       |       | Rep. Dominicana | 5-0       | Panamá         |
| 16 de agosto |       |       | Colombia        | 0-10      | Estados Unidos |
| 17 de agosto |       | 09ː00 | Brasil          | 1-11      | Panamá         |
| 17 de agosto |       |       | Rep. Dominicana | 1-16      | Estados Unidos |
| 17 de agosto |       |       | Colombia        | 0-6       | Cuba           |
| 18 de agosto |       | 09ː00 | Rep. Dominicana | 7-4       | Cuba           |
| 18 de agosto |       |       | Brasil          | 4-5       | Estados Unidos |
| 18 de agosto |       |       | Colombia        | 2-4       | Panamá         |

## Tercer lugar
La selección de Cuba venció a la de Panamá con una pizarra de 6x1, para adjudicarse la medalla de bronce.
| Equipo | 1 | 2 | 3 | 4 | 5 | 6 | 7 | 8 | 9 | C | H  | E |
| ------ | - | - | - | - | - | - | - | - | - | - | -- | - |
| Panamá | 0 | 0 | 0 | 0 | 1 | 0 | 0 | 0 | 0 | 1 | 5  | 3 |
| Cuba   | 0 | 1 | 0 | 0 | 0 | 5 | 0 | 0 | 0 | 6 | 10 | 0 |

LG: Frank Blanco  LP: Alik Ávila  

## Final
El partido final entre las selecciones de República Dominicana y Estados Unidos fue suspendido en el cuarta entrada por lluvias, y al no ser juego oficial, las bases del torneo declararon a ambas selecciones ganadoras del campeonato.

## Posiciones finales
La tabla muestra la posición final de los equipos, el récord, y la cantidad de puntos que sumaran al ranking WBSC de béisbol masculino.
| Pos                            | Equipo               | Record | Ranking | Calificación    |
| ------------------------------ | -------------------- | ------ | ------- | --------------- |
|                                | República Dominicana | 6-1    | 40      | Copa Mundial    |
|                                | Estados Unidos       | 7-1    | 40      |                 |
|                                | Cuba                 | 7-2    | 33      |                 |
| 4                              | Panamá               | 4-5    | 29      | Sede de la Copa |
| Eliminados en la súper ronda   |                      |        |         |                 |
| 5                              | Brasil               | 2-5    | 26      | Copa Mundial    |
| 6                              | Colombia             | 2-5    | 22      |                 |
| Eliminados en la primera ronda |                      |        |         |                 |
| 7                              | Puerto Rico          | 5-2    | 18      |                 |
| 8                              | Venezuela            | 4-3    | 15      |                 |
| 9                              | Nicaragua            | 2-5    | 11      |                 |
| 10                             | Argentina            | 1-6    | 8       |                 |
| 11                             | Honduras             | 0-7    | 4       |                 |